# Wankelův motor

schéma Wankelova motoru
1. obvodový sací kanál
2. obvodový výfukový kanál
3. skříň
4. komora
5. ozubení výstředníku
6. píst (rotor) tvaru trojúhelníku
7. vnitřní ozubení pístu (rotoru)
8. výstředník hnaného hřídele
s trojnásobnými otáčkami pístu
(rotoru)
9. zapalovací svíčka

běh Wankelova motoru
intake – sání
compression – komprese
ignition – zapálení
exhaust – výfuk

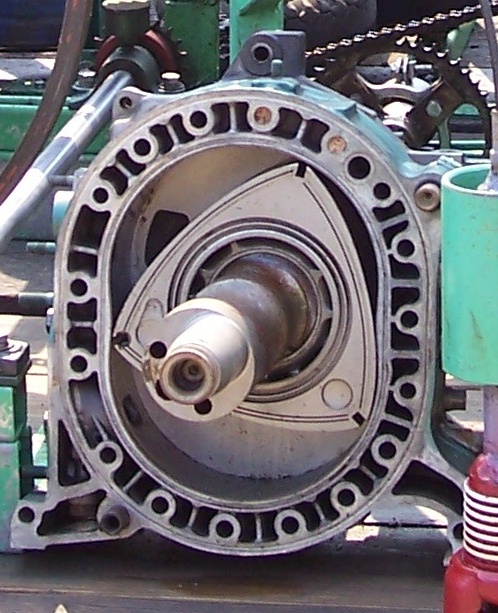
Wankelův motor s bočními sacími a obvodovými výfukovými kanály

Wankelův motor je spalovací motor, v němž mění trojboký píst rotací v oválné skříni objem přilehlých komor bez potřeby klikového mechanismu. V komorách probíhá sání, komprese, expanze a výfuk, zatímco hrany pístu otevírají a zavírají sací a výfukové kanály bez potřeby rozvodového zařízení. Motor vynalezl Felix Wankel roku 1954.

## Vývoj
Od začátku 20. století se objevovaly pokusy využívat rozpínání plynů mechanizmem, který by zaujímal menší prostor než mechanizmus s ojnicí a klikou způsobující neustálé zastavování a zrychlování mařící získanou kinetickou energii a který by bylo možno zcela vyvážit. Tyto stroje jsou založeny na uspořádání otáčejících se dílů tak, aby plynulé a cyklické zvětšování a zmenšování prostoru mezi válcem a rotorem bylo vyvoláno pouze částmi, jejichž těžiště se rovnoměrně otáčí a vytvářenou odstředivou sílu je možno zcela vyvážit. Jsou zahrnuty pod společný název rotační a Wankelův motor je jediným typem, který se z nich dočkal uplatnění a sériové výroby.

#### Motor Felixe Wankela oproti konstrukci Hannse Dietera Paschke
Felix Wankel navrhl otáčení trojbokého pístu (rotoru) i válce (oválné skříně) rozdílnými rychlostmi kolem společné osy. Rotující části byly symetrické, a tedy velmi dobře vyvážené, ovšem řešení vyžadovalo rotující skříň. Do funkčního prototypu vyvinul takovýto motor Felix Wankel s podporou NSU v roce 1954. Hanns Dieter Paschke v NSU motor roku 1957 přepracoval do vhodnějšího řešení se stabilní skříní, v níž rotuje rotor a třikrát rychleji výstředník s hnaným výstupním hřídelem důsledkem vzájemného převodového poměru 3 : 1. Vyvážení se dosáhne konstrukcí se dvěma rotory. Během jedné otáčky rotoru se uskuteční tři pracovní cykly. Během jedné otáčky rotoru se tak v každé ze tří komor uskuteční pracovní cyklus čtyřdobého spalovacího motoru s přímočarým vratným pohybem pístu. Za jednu otáčku výstupního hřídele Wankelova motoru se tedy uskuteční jeden cyklus úměrný zdvihovému objemu dvouválcového čtyřdobého motoru za jednu otáčku. Celkový objem komor Wankelova motoru se proto nejčastěji přepočítává na porovnatelný zdvihový objem dvojnásobně.
Po představení Wankelu světu na podzim 1959 zahájila licenční vývoj většina významných výrobců motorů nebo automobilů jako Curtiss-Wright, Alfa Romeo, Daimler-Benz, GM, Mazda, Nissan, Porsche nebo Rolls-Royce. Odborníky byl považován za motor budoucnosti. Při stejném výkonu se dá vyrábět úsporněji a váží přibližně o třetinu méně. Rotující části lze téměř dokonale vyvážit, což přispívá k mimořádně hladkému chodu i minimálnímu hluku. Je kompaktnější, usnadňuje rozložení hmotnosti vozu na nápravy a jeho aerodynamické tvarování.

#### Nedostatky řešení
Postupem vývoje se však projevily nedostatky. Proti původnímu návrhu Felixe Wankela se ve vyráběných Wankelových motorech mění úhly radiálních těsnicích lišt mezi rotorem a skříní. Různá rychlost těsnicích lišt po délce rotoru proti skříni, zejména v hranách a rozích i axiálně na čelech, příliš tepelně zatěžuje zejména jejich malé listové pružiny, přehřáté nadměrně opotřebovává a snižuje jejich životnost. Lišty s mazivem ze směsi benzínu a motorového oleje potom ztrácí těsnost a motor kompresní tlaky. Pro zajištění provozuschopnosti se lišty s pružinami musí pravidelně měnit. Motor se v provozu navíc chová jinak než na zkušebně pod trvalým zatížením. Při krátkém provozu zanese nespálený olej speciální zapalovací svíčky, které vytvářejí jiskru mezi elektrodou a stěnou skříně. Umístění svíček mimo spalovací komoru prodlužuje hoření. Wankelův motor má zákonitě nevysoký dosažitelný kompresní poměr a nevhodně plochý tvar spalovacího prostoru, který zabraňuje jakémukoli víření nebo převalování směsi. S poměrně rozsáhlým povrchem v podobě dlouhého sedla snižuje tepelnou účinnost a velmi zahřívá píst, který je nutno příliš chladit. Příliš tepla se musí odvést i chlazením oválné skříně, která se velice nerovnoměrně zahřívá. Nadbytek ploch odvádí teplo využitelné pro expanzi plynů a mechanickou práci. Vyšší účinnost mechanická z nezastavování pístu ani nižší třecí ztráty výrazně menšího počtu pohyblivých částí mnohem větší tepelné ztráty zdaleka nevyrovnají. K nadměrné spotřebě oleje se tak přidává i vyšší spotřeba paliva této pohonné jednotky.
Především jednorotorové Wankely nemají čistě rovnoměrný chod pro zvýšenou rychlost otáčení po zážehu. Komory nad pístem neustále mění svůj tvar, nejen objem. Když zapalovací svíčka zapálí směs, spalovací komora má tvar podobný velmi plochému písmenu "B" a zúžení ve středu brání rovnoměrnému šíření plamene – mnoho Wankelových motorů proto používá dvou svíček na rotor. Zadní část spalovací komory má tendenci hromadit nespálenou směs a vytvářet směs velmi bohatou, která občas vzplane, vyvolá nerovnoměrný chod motoru zvláště při mírném zatížení nebo řazení (podobné čtyřtaktování dvoudobých motorů) a zaviní poškrábání skříně neprospívající těsnosti lišt. Tvorbu bohaté směsi lze omezit vrstveným plněním bočním sacím kanálem, který přivádí směs pouze do přední části komory, ale za cenu nižšího výkonu. Boční výfukový kanál stejně tak mírně prodlužuje expanzi a prospívá částečnému zatížení při nižších otáčkách.
Točivý moment Wankelova motoru je lineární a ve spodních otáčkách velmi nízký. Snadno se vytáčí, bez omezovače až k destrukčním otáčkám. Má vysoký bublavý zvuk, cosi mezi dvoudobým motorem a turbínou.

## Ekologické hledisko
Čistota výfukových plynů se na přelomu 60. a 70. let 20. století začínala teprve sledovat a nebyla natolik přísná. Nižší spalovací teploty ve Wankelově motoru byly navíc příslibem nižších emisí NOx odstranitelných jinak jen recirkulací výfukových zplodin, a tedy snížením výkonu. O karcinogenitě produktů nedokonalého spalování oleje se ještě tolik nevědělo. Koncem šedesátých let 20. století se tato pohonná jednotka stala vítanou konkurencí pístovým motorům dokonce pro ekology i přes vyšší spotřebu. Karcinogenní emise bylo možné snížit pod úroveň požadovanou pozdějšími předpisy oxidačními katalyzátory, při cenách ropy před palivovou krizí 70. let 20. století přespříliš nevadilo, že zvyšují spotřebu.

## Pohon dopravních prostředků

#### Skútry
Vůbec první velkosériově vyráběný Wankel poháněl malinké vodní skútry Ski-Craft ovládané taženým vodním lyžařem. Vyráběly se v letech 1962–1968 s pohonnou jednotkou NSU o celkovém objemu komor 150 cm³ (porovnatelný zdvihový objem 300 cm³). Velký úspěch zaznamenal Wankelův motor na sněžných skútrech. Zatímco motor s přímočarým vratným pohybem při poruše přestane fungovat, Wankel sníží výkon, ale nepřestane se točit. Nenechá tak člověka v často bezvýchodné situaci v zimě. K pohonu sněžných skútrů se využívaly Wankely od jinak odborníka na dvoudobé maloobjemové vzduchem chlazené jednoválce Fichtel & Sachs.

#### Automobily
První sériový vůz s motorem Wankel byl spyder NSU Spider s jedorotorovým motorem objemu komor 497,5 cm³, kterého se v letech 1964–1967 vyrobilo 2 375. V roce 1967 se začalo vyrábět kupé Mazda Cosmo Sport s dvourotorovým motorem objemu komor 2 × 491 cm³ (první série z let 1967–1968 vyrobena v počtu 343 kusů, druhá série let 1968–1972 v 833 kusech). Sedan vyšší střední třídy NSU Ro 80 s dvourotorovou jednotkou objemu komor 2 × 497,5 cm³ (porovnatelný zdvihový objem 1990 cm³) byl vyhlášený Evropským autem roku 1967 i díky sériovému použití automatické spojky a měniče točivého momentu, který byl ale pro nerovnoměrný chod motoru nutný. V letech 1969–1971 vzniklo 267 kupé Citroën M35.
NSU a Citroën založily roku 1967 pro výrobu Wankelů velký společný podnik Comotor v Lucemburku s nově vyvinutými a neobvykle nákladnými technologiemi obrábění oválných ploch. Problémy plně nevyvinutých Wankelů s nízkou životností výrazně poškodily pověst spíše menší značky NSU mezi spotřebiteli a časté záruční opravy ji finančně vyčerpaly. Odolnější těsnicí lišty s pružinami z karbidu titanu nebo dvě zapalovací svíčky na jeden rotor zavedla pozdě. V roce 1969 ji převzal koncern VW a spolupráci se Citroënem rychle ukončil. Výroba NSU Ro 80 skončila po 37 204 vozech v roce 1977 bez náhrady.
Rostoucí malá automobilka Mazda, výrobce nákladních tříkolových a čtyřkolových typů, která začala s osobními minivozem teprve rok před tím, než v roce 1961 pořídila licenci na Wankelův motor, aby se odlišila a zajistila si ve válkou vyčerpaném Japonsku svolení pokračovat, dokázala obrábět oválné plochy tohoto motoru upravenými běžnými postupy. Její lišty s pružinami ze slinutého grafitu a hliníku netrpěly tak nízkou životností. Sání z boků skříně nepřekrývalo natolik výfuk, čímž se zlepšil výkon, průběh točivého momentu a mírně snížila spotřeba. Výkonné lehké Mazdy získaly výraznou oblibu i na exportích trzích. V roce 1970 už Mazda vyrobila stotisící vůz s touto jednotkou. Za vrcholu v roce 1973, kdy Wankel poháněl každý druhý prodaný vůz Mazda, půl miliontý. Jednotky montovala do různých typů včetně malých nákladních vozů Titan a odvozených minibusů Parkway. Růst cen benzínu vyvolal pokles prodeje všech Mazd na třetinu, načež Wankely montovala jen do sportovních vozů.
Citroën, inovátor od svého vzniku, představil v září 1973 navzdory nedostatkům Wankel v sedanu střední třídy GS BiRotor (2 × 497,5 cm³, porovnatelný zdvihový objem 1990 cm³, vyvinutý po konci Comotoru). Proti běžným velkosériovým GS, jimiž se Citroën po patnácti letech vracel do nejvýnosnější nižší střední třídy, byl o 70% dražší a měl nejvyšší spotřebu ze všech jeho vozů:⁠ 16 l/100 km. Od října 1973, kdy ropné embargo zvýšilo ceny benzínu o 400 % se stala výraznou nevýhodou. Po neúspěchu GS BiRotor se v mnohem vhodnějším typu vyšší střední třídy Citroën CX vyvíjeném pro třírotorovou pohonnou jednotku už nenabízel. Nevyužitá továrna na rotační motory jen přispěla k finanční tísni Citroënu a převzetí Peugeotem roku 1976. Většinu z 847 vyrobených vozů GS BiRotor odkoupil Citroën pro nákladnost záručních oprav zpět. Pokus využít získaných zkušeností při návrhu většího dvourotorového Wankelu pro pohon lehkého vrtulníku Citroën RE-2 skončil roku 1979 také neúspěšně.
Neúspěch Comotoru a růst cen paliv zastavily vývoj Wankelu většiny výrobců. Vyvolaly celkový útlum zájmu, i o letecké Curtiss-Wright. V USA byl násoben přijetím silničních emisních předpisů, nečekaně přísných v Kalifornii, které znesnadnily rozsáhlý vývoj zesílený úspěchy Mazdy a vypršením patentové ochrany. Zastavily i přípravu sportovního vozu Chevrolet Corvette s touto jednotkou.
Výrobu vozů s Wankely zachovala Mazda a malosériově se přidala Lada. V roce 1978 Mazda dodala miliontý vůz s touto jednotkou, po ropné krizi především v sériových sportovních nebo čistě závodních vozech. Při debutu roku 1979 vyhrála dvourotorová Mazda RX-7 třídu upravených vozů GT 24 hodin Daytony v USA. Nepřerušeně v letech 1980–1987 vyhrála třírotorová Mazda RX-7 americký šampionát jezdců GT. Největším úspěchem bylo překvapivé vítězství čtyřrotorové Mazdy 787B se třemi svíčkami na rotor a obvodovými sacími a výfukovými kanály pro maximalizaci výkonu ve vytrvalostním závodě 24 hodin Le Mans roku 1991. Lada vyráběla Wankel od návštěvy svých techniků v továrně Mazda. Používala ho také v rychlých vozech, ale ozbrojených složek na bázi typů VAZ 2105 a VAZ 2107, do nichž montovala jednorotorové jednotky VAZ-311 a dvourotorové VAZ-411, VAZ-4132 a VAZ-413X. Za dob Sovětského svazu s omezeným parkem osobních vozidel byla zástavba této pohonné jednotky do běžných vozů efektivním řešením dosažení nezbytně vyšší maximální rychlosti. Jak vyšším výkonem, tak nižší hmotností motoru snižující celkovou hmotnost a zlepšující dynamické parametry vozu. S koncem Sovětského svazu Lada montovala Wankel i do civilních vozů. Vyšší spotřeba u sportovních automobilů tolik nevadí a Rusko nikdy nemělo nedostatek ropy.
Ani Mazdě se nepodařilo zvýšit životnost této pohonné jednotky na žádoucí úroveň. U posledních s těsnicími lištami z litiny, jejíž složení je podnikovým tajemstvím, se odhaduje na 60 000 km. U řidičů šetřících tyto sportovní motory maximálně na 120 000 km. Pak je nutná výměna pohonné jednotky nebo generální oprava, která tvoří cca 75 % ceny nového motoru. Poslední sériový Wankel Mazda obětovává životnost nezbytnosti snížit spotřebu paliva a emise. Životnost posledních Wankelů Lada se má pohybovat okolo 100 000 km. Mazda přestala vyrábět poslední model s touto jednotkou RX-8 koncem června 2012. Má dva předkatalyzátory a koncový katalyzátor, jejichž výměna je složitá a nákladná. Celkově Mazda vyrobila přibližně dva miliony Wankelových motorů. Vývojově pracuje i na verzích s alternativními palivy, např. vodíkem nebo čtyřmi svíčkami na rotor. Dle vyjádření z konce roku 2014 už do budoucna nepočítala s výrobou typu s tímto motorem. Pokrok v moderních technologiích jako 3D tisk tavením kovových prášků laserovým paprskem a spékání ve vrstvě na vrstvu přinesl po dvou letech radikální změnu plánu. Ve vývoji Mazda pokračuje a na jaře 2016 přihlásila inovovaný Wankel do patentového řízení. V nové generaci jeho problémy eliminovala a má běžet spolehlivě a relativně efektivně ve vývojovém středisku. Zda se vůbec vyplatí výroba jím poháněného vozu při špatné pověsti této jednotky v době zakazování spalovacích motorů je ovšem věc podstatnější. Mazda připravuje použití jednotky pracující za neměnných otáček pro prodloužení dojezdu elektromobilů. Hlavně pro severoamerický trh s mnohem většími vzdálenostmi, kde je průměrná vzdálenost denního dojíždění větší. Při takovém použití je čistý elektromobil nedostatečný.

#### Motocykly
Vyvážený běh, nižší hmotnost i rozměry Wankelu se hodí také motocyklům. Mnoho výrobců zkoušelo jejich použití, problémy těchto jednotek ale vývoj většinou ukončily. Sériově se vyrobilo a prodalo velmi málo takových motocyklů. První s označením W 2000 vyrobila v letech 1974–1977 německá továrna Hercules v počtu 1784. Poháněl ho vzduchem chlazený Wankel továrny Fichtel & Sachs s objemem komory 200 cm³ (porovnatelný zdvihový objem 400 cm³). Měl klidný běh, byl ale drahý, nepříliš výkonný, žíznivý a generoval příliš tepla u nohou jezdce. Suzuki v letech 1975–76 vyráběl motocykl RE-5 s Wankelem z NSU Spider. Byl drahý, mechanicky složitý a těžký, vzniklo jich asi 6300. Holandské motocykly Van Veen OCR 1000 z let 1978–1981 poháněly přebytečné Wankely Comotor z NSU Ro 80 a Citroënu GS Birotor. Měly velkou hmotnost, špatné jízdní vlastnosti a vysokou cenu. Vzniklo jich jen 38. Poslední motocykly s touto jednotkou sériově vyráběl po dlouhém vývoji Norton, který získal výrobní zařízení Hercules W 2000. V letech 1984-89 vzniklo cca 350 motocyklů Norton Interpol 2 sloužících britským policiím a 100 civilních Classic. V roce 1990 a 1991 ještě 140 motocyklů Norton F1 upomínající na vítězství závodního Norton RCW588 s Wankelem v britském šampionátu motocyklů Formule 1 roku 1989. A 66 kusů F1 Sports s menším kapotováním pro lepší plnění motoru motocyklu za platnosti přísnějších emisních norem, než prastarý výrobce zkrachoval.

#### Letectví
Upravené Wankely Mazda pohání lehká letadla, Wankely značky Rotapower létající VTOL automobil Moller Skycar M400. Wankely Fichtel & Sachs slouží jako pomocný pohon některých větroňů. Wankely pohánějí i modely letadel nebo moderní drony.

## Další použití
Miliony Wankelů Fichtel & Sachs sloužily velmi spolehlivě při rovnoměrných otáčkách v řadě malých aplikací zajišťujících např. pohon čerpadel na vodu, sekaček na trávu nebo řetězových motorových pil.
U velkých aplikací se Wankelovy motory používaly tam, kde nevadila vyšší spotřeba a nižší životnost, třeba pohon motorových závodních člunů. Nebo kde nevadily stabilní otáčky a nižší výkon zvyšující životnost, kam patřil největší 41litrový dvourotorový Wankel na světě vycházející z konstrukce Curtiss-Wright od specialisty na kompresory Ingersoll Rand s 1100 koni poháněný zemním plynem. Sloužily pro těžbu a tlačení plynu potrubím, které poskytovalo velmi levné palivo. Po získání licence roku 1972 byly nabízeny v letech 1975–1985 spolu se svými jednorotorovými obměnami s 550 k.

## Další využití Wankelova principu
Dnes můžeme na aplikaci Wankelova principu narazit v mnoha vozech, kde ale není využíván jako motor spalovací, ale slouží v kompaktní velikosti pro rychlou přeměnu chemicky vyvinutého objemu plynů po detekci nárazu na rotační pohyb využitý k napnutí bezpečnostního pásu pro snížení následků nehody. Wankel je využíván i jako kompresor v klimatizačních zařízeních.

## Geometrie Wankelova motoru
V principu je Wankelovo uspořádání rotačního stroje založeno na tom, že úsečky, vycházející ze středu kružnice a s ní pevně spojené, při odvalování této kružnice po menší, v ní ležící kružnici, opisují svými vnějšími koncovými body shodnou křivku, zvanou epitrochoida, přičemž spojnice těchto koncových bodů úseček se plynule a cyklicky přibližují a vzdalují vůči opsané křivce a tak spolu s obloukem opsané křivky, ležícím mezi koncovými body úseček, vymezují plochu s měnící se velikostí.

### Poměry a průměry kružnic
Spojnice koncových bodů jsou nejlépe tvořeny oblouky. Je zřejmé, že opsaná křivka tvoří vnitřní obrys válce, zatímco obloukové spojnice koncových bodů tvoří vnější obrys rotoru. Větší, vnější kružnice je pak tvořena roztečnou kružnici kola s vnitřním ozubením a menší, vnitřní kružnice je tvořena roztečnou kružnici kola s vnějším ozubením. Jsou-li úsečky dvě a uspořádány na jedné přímce, pak má rotor dva vrcholy a poměr průměrů kružnic činí 2:1. Při třech úsečkách vycházejících z jednoho středu a pootočených vůči sobě o 120 stupňů má rotor tři vrcholy a tři jejich spojnice a poměr průměrů kružnic je 3:2, při čtyřech úsečkách pootočených vůči sobě o 90 stupňů má rotor čtyři vrcholy a čtyři spojnice a poměr průměrů kružnic je 4:3 atd. V průběhu vývoje se motor Wankel ustálil na provedení se třemi vrcholy s poměrem průměrů 3:2. Toto uspořádání umožňuje, aby vždy během 90 stupňů otočení rotoru došlo ke změně objemu pracovního prostoru z minima na maximum a při následujícím otočení o 90 stupňů opět z maxima na minimum. Při jednom otočení rotoru o 360 stupňů pak postupně proběhnou nad každým obloukem rotoru samostatně všechny čtyři fáze čtyřdobého cyklu.

### Křivosti
Z kinematického principu Wankelova stroje vyplývá, že opsaná křivka má v každém bodě jinou hodnotu křivosti, plynule přecházející nejdříve uvnitř křivky od maxima křivosti do limity s nulovou křivostí a v tomto bodě pak skokem do limity s nulovou křivostí na vnější straně křivky. Na této vnější straně křivky se zase plynule zvětšuje do druhého maxima křivosti a pak opět klesá k limitě v dalším bodě, kde se stejně skokem vrací dovnitř křivky. Tím křivka vytváří nejméně jedno sedlo směřující dovnitř opsané křivky. Stroj s poměrem kružnic 2:1 má jedno sedlo, stroj s poměrem kružnic 3:2 má čtyři sedla atd. Oblouky spojující koncové body úseček musí být proto vedeny tak, aby v žádné poloze úseček neprotínaly opsanou křivku v místě sedla, a proto i při poloze, kdy obloukové spojnice jsou opsané křivce nejblíže, zůstávají po obou stranách sedla prázdné plochy.
U Wankelova motoru s rotorem se dvěma vrcholy lze za určitých okolností dosáhnout toho, že střed křivosti zůstává uvnitř křivky a netvoří se tak popsané sedlo, takže je možno vytvořit dobrý spalovací prostor i žádoucí kompresní poměr. Avšak z principu pohybu je u Wanklových strojů průměr hřídele, procházejícího kolem s vnějším ozubením, přímo úměrný vzdálenosti mezi vrcholy rotoru a tato úměra je taková, že v úvahu přicházejících velikostí strojů s dvouvrcholovým rotorem neunese hřídel větší tlaky na rotor, než přibližně 1 MPa. Proto nelze s dvouvrcholovým rotorem vytvořit potřebný spalovací motor nebo kompresor. Toto je jedním z důvodů, proč se tvůrci Wankelova motoru, po prvních pokusech, soustředili jen na provedení s třívrcholovým rotorem. Druhým z důvodů je, že toto třívrcholové provedení nevyžaduje ventily.